# Grafschaft Stade
Die Grafschaft Stade war eine mittelalterliche Grafschaft am Unterlauf der Elbe mit dem Hauptort Stade.

## Grafen von Stade

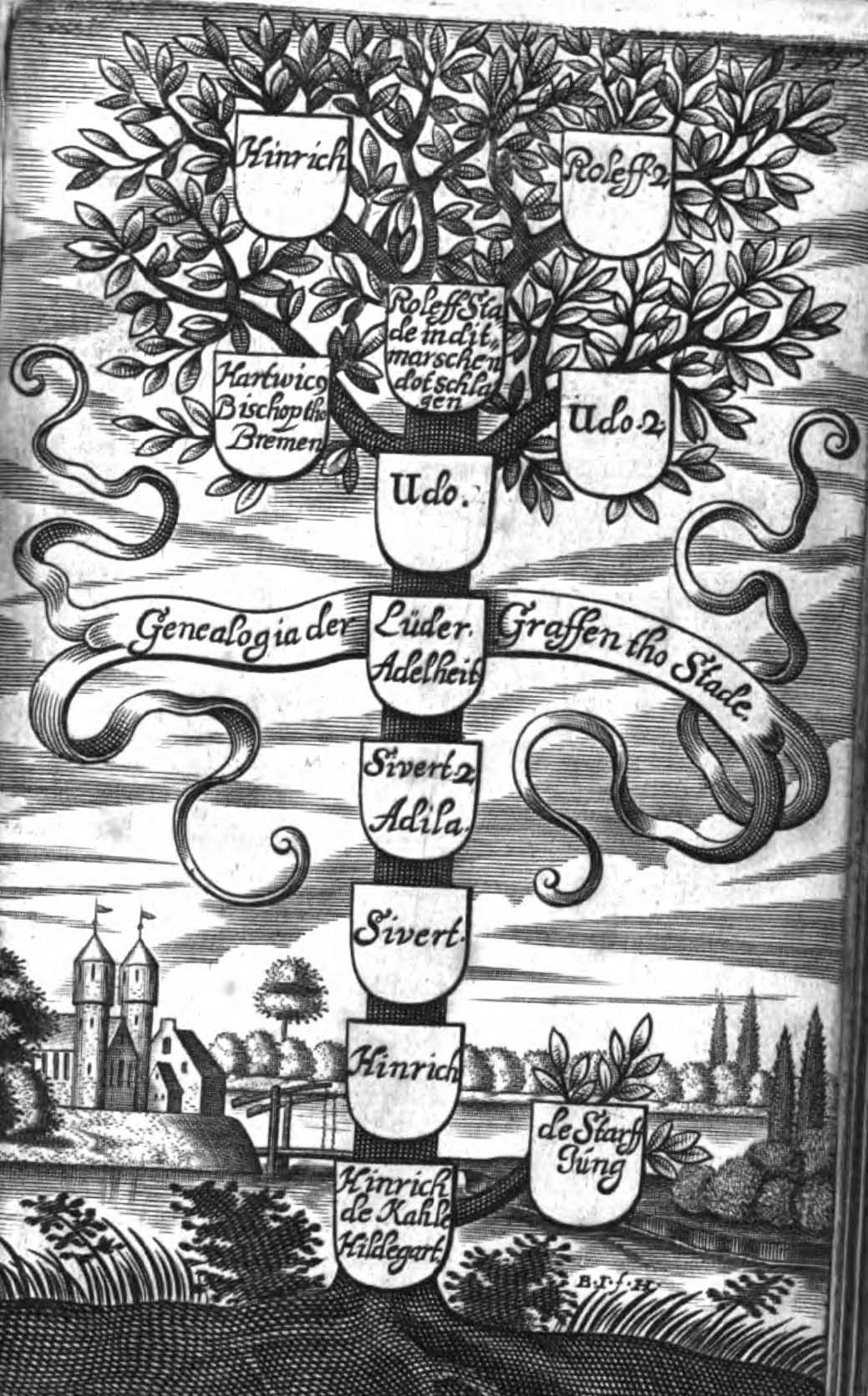
Stammbaum der Udonen
(Kupferstich von 1659)